# Gelbbrust-Buschammer
Die Gelbbrust-Buschammer (Atlapetes latinuchus) oder manchmal Rostnacken-Buschammer oder Rotnacken-Buschammer ist eine Vogelart aus der Familie der Neuweltammern (Passerellidae). Diese Art hat ein großes Verbreitungsgebiet, das sich auf die Länder Peru Ecuador, Kolumbien und Venezuela beschränkt. Der Bestand wird von der IUCN als nicht gefährdet (Least Concern) eingeschätzt.

## Merkmale
Die Gelbbrust-Buschammer erreicht eine Körperlänge von etwa 17 Zentimetern bei einem Gewicht von circa 30 Gramm. Sie hat rotbraune Krone und eine graue Oberseite. Die Seiten des Kopfes sind schwarz. Die Unterseite ziert ein stumpfes Gelb. An den Flügeln hat sie einen großen weißen Spiegel. Ein gelber Zügelstrich ist entweder nur sehr dünn bis gar nicht vorhanden. Ein schwarzer Unterwangenstreif zeichnet sich nur sehr undeutlich ab.

## Verhalten
Die Gelbbrust-Buschammern sind kecke und auf Bäumen lebende Buschammern. Deshalb fallen sie im Feld häufig auf. Man sieht sie regelmäßig in halboffenem Territorium und auch häufig in von Menschen gestörten Gebieten was anders als viele Artverwandte ist.
Oft sind sie in Paaren bzw. Gruppen bis zu vier Vögeln unterwegs. Sehr oft mischen sie sich auch unter andere Vogelscharen, wie Zimtstirn-Buschammeren (Atlapetes pallidinucha), Graubrust-Buschammerwn (Atlapetes schistaceus), Brillenbuschammern (Atlapetes leucopis) und Streifenkopf-Buschammerwn (Buarremon torquatus). Sie sitzen ruhelos auf Ästen und erkunden diese. Selten machen sie kurze Ausflüge zum Boden, bei denen sie gelegentlich abgestorbene Blätter nach Samen und Insekten untersuchen.

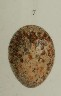
Ei gemalt von Joseph Smit

## Brut und Nestbau
Zum Nestbau verwenden sie dünnes 10–20 cm langes getrocknetes Grass und Bromelienblätter, das sie zu einem circa 6 auf 6 Zentimeter dicken Napf ausbauen. Die äußeren Wände sind circa 9 bis 10 Zentimeter dick. Ihr Material sammeln sie in einer Umgebung von 2 bis 30 m vom Nest, das 20 bis 30 Zentimeter über dem Boden gebaut wird. Ins Nest legen sie normalerweise zwei Eier. Ihre Eier sind hell gelbbraun mit rotbraunen Sprenkeln, hauptsächlich um das größere Ende. Die Inkubationszeit ist 16 Tage. Weitete 15 Tage später verlassen die Jungtiere das Nest.

## Lebensraum
Man kann sie meist in den Stratifikationsschichten zwischen 0,5 Meter und den Baumkronen in Höhen bis zu 6 Metern. So bewegen sie sich in dichten Polylepis-Wäldern, feuchten Waldlichtungen mit Sekundärvegetation und feuchten Berggestrüpp, welches teils mit Bambus durchzogen ist. Sehr oft sieht man sie in der Nähe von Fließgewässern in Höhen zwischen 1100 und 3800 Meter. Meist leben sie im Nebelwald, doch A. l. baroni, A. l. caucae und
A. l. chugurensis können auch in anderen Ökonischen beobachtet werden.

## Systematik und Taxonomie
Bernard du Bus de Gisignies verwandte bei seiner Erstbeschreibung das Taxon Buarremon latinuchus. Erst viel später wurde die Art in der von Johann Georg Wagler 1831 beschriebenen Gattung Atlapetes eingeordnet. Das Wort Atlapetes für die Gattung setzt sich aus atla für den Titan Atlas, dessen Name Träger, Dulder bedeutet und petes vom griechischen petes für der Flieger zusammen. Nach der Einkategorisierung in diese Gattung wurde A. latinuchus lange unter dem Namen Atlapetes rufinucha latinuchus als Unterart der Rotnacken-Buschammer (Atlapetes rufinucha) betrachtet. 1999 publizierten Jaime García-Moreno und Jon Fjeldså den Artikel Re-evaluation of species limits in the genus Atlapetes based on mtDNA sequence data in der ornithologischen Fachzeitschrift „Ibis“. Auf Basis von mitochondrialen DNA-Sequenzanalysen zeigten sie, dass die beiden Arten als getrennt voneinander (polyphyletisch) zu klassifizierten sind. Heute findet man in der deutschsprachigen Literatur den Trivialnamen Rostnacken-Buschammer für die neue Art.

### Unterarten

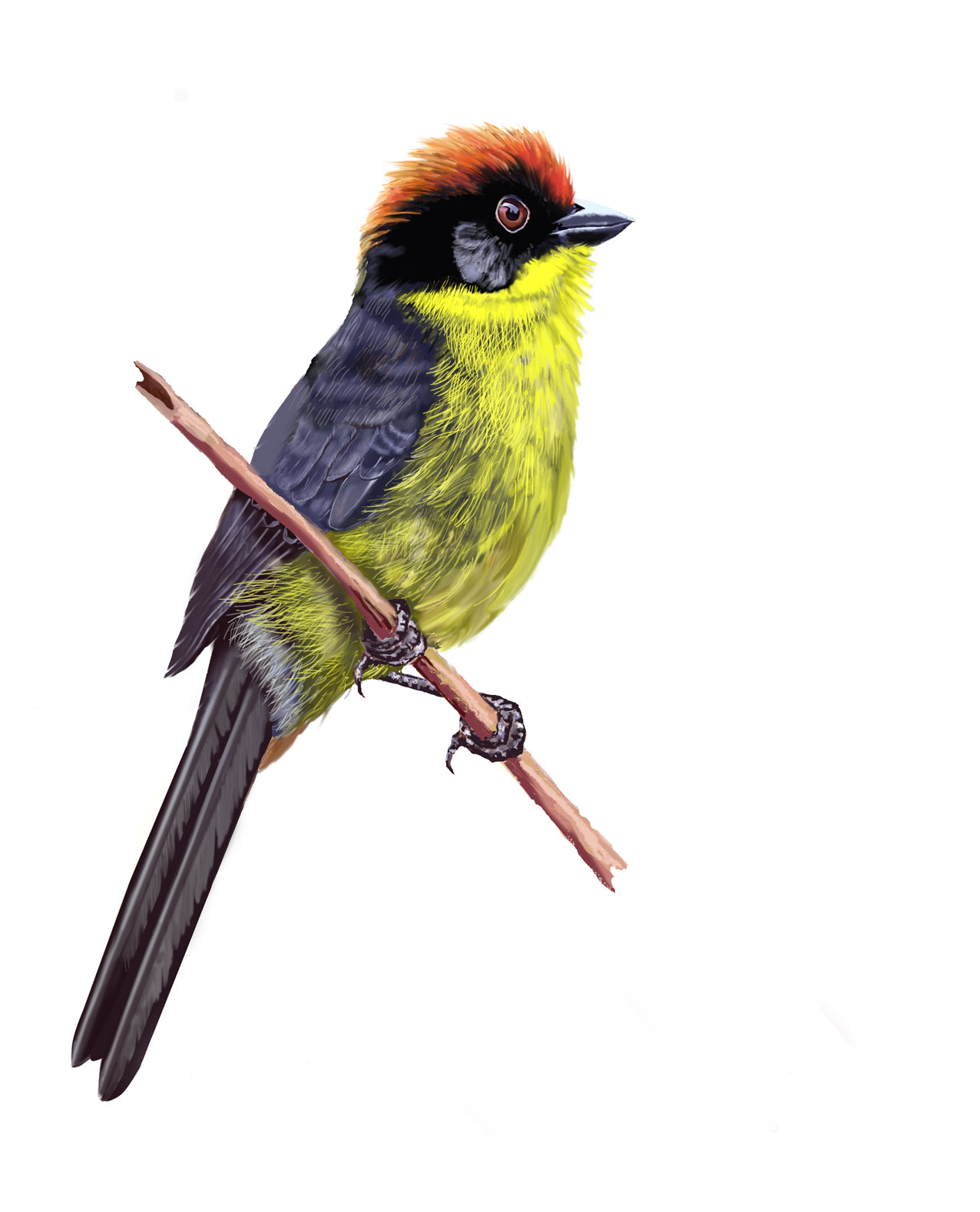
Gelbbrust-Buschammer ssp. A. l. yariguierum digitale Illustration von Benjamín Cárdenas Valderrama

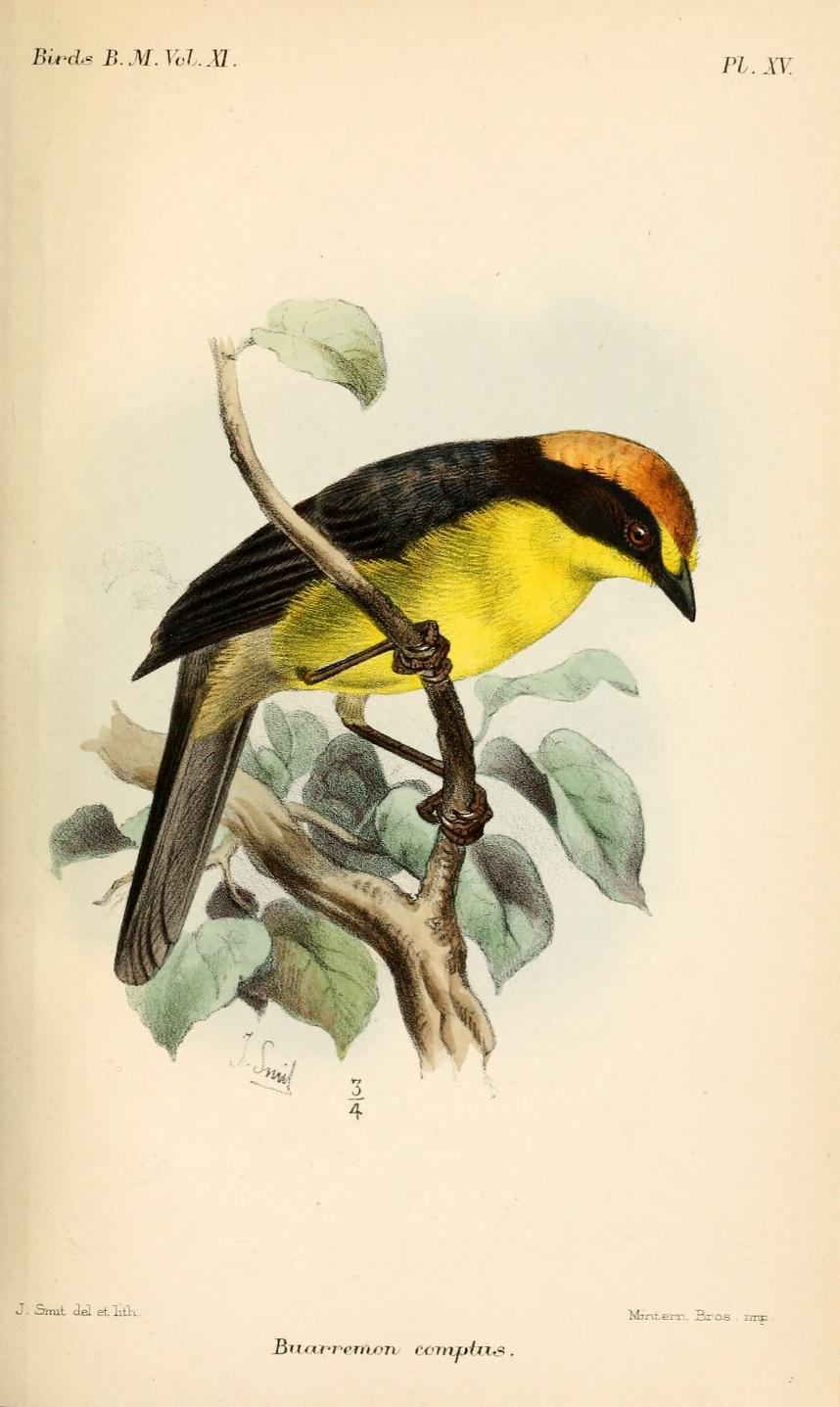
Gelbbrust-Buschammer ssp. A. l. comptus gemalt von Joseph Smit

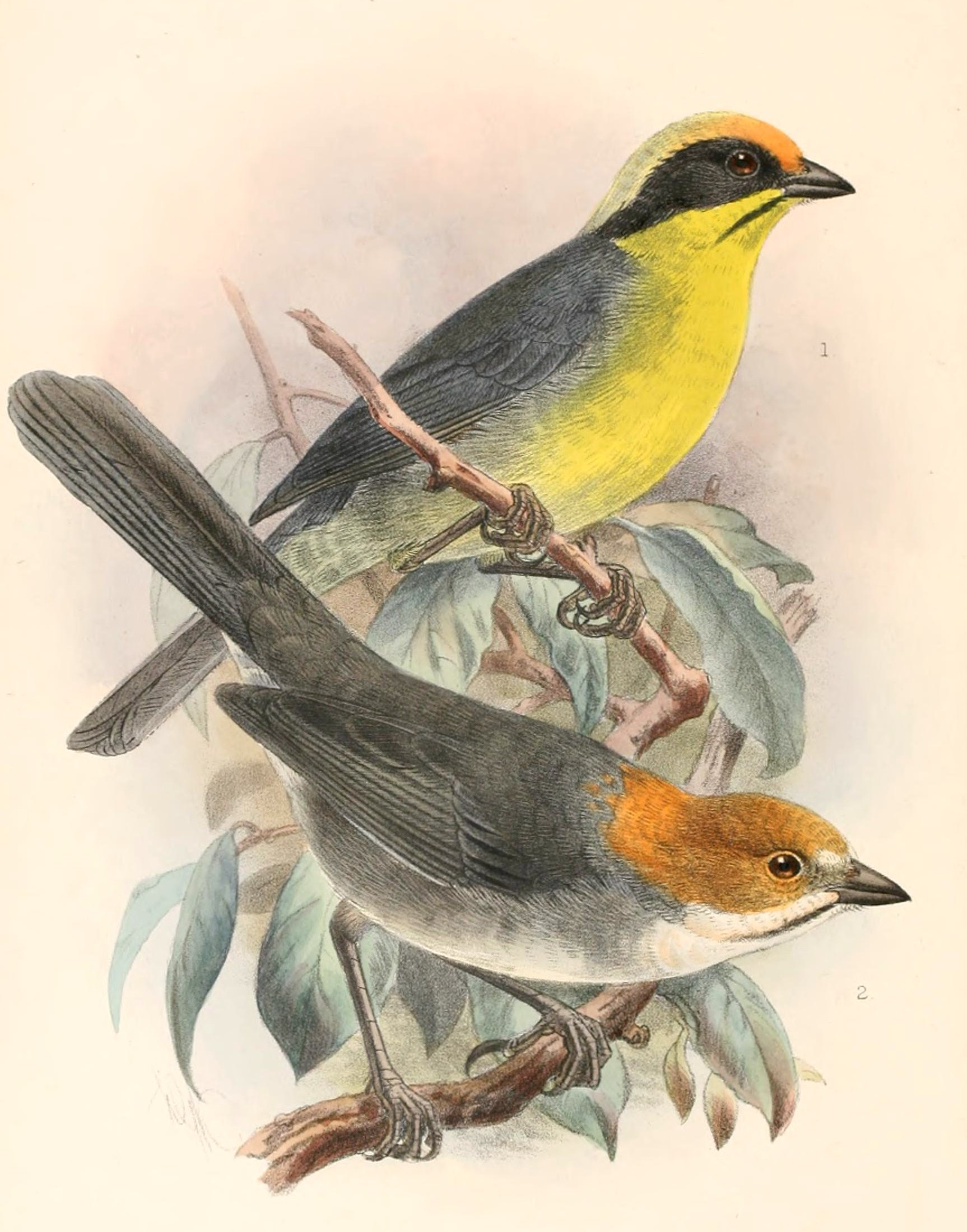
Rotohr-Buschammer (unten) und Gelbbrust-Buschammer ssp. A. l. baroni gemalt von John Gerrard Keulemans

Es sind neun Unterarten beschrieben worden, die sich vor allem in ihrer Färbung und ihrem Verbreitungsgebiet unterscheiden:
- Die Santander-Gelbbrust-Buschammer (Atlapetes latinuchus yariguierum Donegan & Huertas, 2006)[2] unterscheidet sich von allen anderen Populationen durch ihre pechschwarze Färbung von Mantel, Flügeln und Schwanz und weist keinen weißen Flügelspiegel auf. Die Unterseite der Vögel, wie alle Unterarten der Gelbbrust-Buschammer, leuchtend gelb gefärbt; die Kopfseiten sind schwarz und eine sehr dünne gelbe Linie über der Schnabelwurzel begrenzt das Rostrot von Stirn, Oberkopf und Nacken.[3] Ihr Lebensraum sind die Yariguies-Berge (Serrania de los Yareguies), ein isolierter westlicher Ausläufers der Ostanden, sowie die benachbarten Züge der Hauptkette der Ostanden in den Departamentos Boyacá und Santander in Kolumbien. Die Unterart A. l. yariguierum  wurde von einer Expedition entdeckt, die von Blanca Huertas Hernandez, einer Kuratorin am Natural History Museum in London und Thomas Michael Donegan von Fundación ProAves begleitet und angeführt wurde. Die Region gilt als weitgehend unerforscht und die Entdecker des am 6. Januar 2004 entdeckten Vogels geben an, dass wahrscheinlich viele weitere unbeschriebene Vögel und andere Tierarten in diesem Waldgebiet leben. Bei der Entdeckung war Elkin René Briceño Lara von Corporación Autónoma Regional para la defensa de la meseta de bucaramanga (CDMB) mit dabei. Frau Huertas, die eigentlich Lepidopterologin ist, konnte neben dem Vogel auch viele neue Schmetterlingsarten entdecken.
- Gelbbrust-Buschammer (Atlapetes latinuchus latinuchus (Du Bus, 1855))[4] Nominatform. Kommt an den Osthängen des Nordwestens der Provinz Morona Santiago über den Südosten Ecuadors bis in die Region Amazonas im Nordwesten Perus vor.
- Antioquia-Gelbbrust-Buschammer (Atlapetes latinuchus elaeoprorus (Sclater & Salvin, 1879))[5] Oberseite und Flügel stark olive gefärbt. Der weiße Spiegel an den Handschwingen ist relative groß. Am Zügel findet sich ein kleiner gelber Flecken. Der Unterwangenstreif ist etwas deutlicher, als in der Nominatform, aber trotzdem unmerklich. Ist im Departamento de Antioquia in den Zentralanden Kolumbiens anzutreffen.
- Cauca-Gelbbrust-Buschammer (Atlapetes latinuchus caucae Chapman, 1927)[6] Hat einen klaren deutlichen gelben Zügelfleck. Die Krone ist etwas dunkler, als bei der Nominatform. Das Schwarz an den Gesichtsseiten ist weniger ausgeprägt, so dass es nicht wie ein Nackenband wirkt. Unterart ist im Tal des Río Cauca und dem Departamento Cauca präsent.
- Ecuador-Gelbbrust-Buschammer (Atlapetes latinuchus spodionotus (Sclater & Salvin, 1879))[7] Ssp. Hat kein Flügelspiegel und keine Zügelflecken, dafür mittelmäßigen Unterwangenstreif. Das Verbreitungsgebiet erstreckt sich von Departamento de Nariño im Süden Kolumbiens Norden und Westen bis in den zentralen Westen Ecuadors.
- Piura-Gelbbrust-Buschammer (Atlapetes latinuchus comptus (Sclater & Salvin, 1879))[8] Ssp. Hat kein Flügelspiegel dafür einen großen gelben Zügelfleck. Der schwarze Unterwangenstreif ist deutlich ausgeprägt. Findet man von der Provinz Cañar in Ecuador bis in die Region Piura im Nordwesten Perus.
- Cajamarca-Gelbbrust-Buschammer (Atlapetes latinuchus chugurensis Chapman, 1927)[9] Die Krone ist etwas bleicher als in der Nominatform un verblasst zu einem Olive-Gelbbraun am Nacken. Die Oberseite ist etwas grauer und die Unterseite etwas blasser. Kommt im an den pazifikseitigen Hängen der Region Cajamarca sowie im Nordwesten Perus vor z. B. im Marañón-Tal bei Tambillo Distrikt Leimebamba.
- Baron-Gelbbrustbuschammer (Atlapetes latinuchus baroni (Salvin, 1895))[10] Die ohnehin etwas hellere Krone wird am Nacken sehr viel heller. Kein Flügelspiegel ist vorhanden, doch befindet sich an der Schnabelwurzel ein deutlicher gelber Fleck. Der Unterwangenstrich ist mittelprächtig sichtbar. Das Verbreitungsgebiet erstreckt sich über den Oberlauf des Marañón-Tales im Süden Cajamarcas die Region La Libertad bis an den Berg Rurichinchay an den Osthängen der Cordillera Blanca in der Region Ancash.
- Kolumbien-Gelbbrust-Buschammer (Atlapetes latinuchus nigrifrons Phelps & Gilliard, 1940)[11] Während die Farbe der Krone bei der Nominatform über den Scheitel zieht, hat diese Unterart einen schwarzen Scheitel. Am Kinn befindet sich ein schwarzer kleine Flecken. Der Unterwangestrich ist deutlich und reicht bis zu einem Wangenstrich. Kommt in den Bergen der Sierra de Perijá in Kolumbien und nur sehr begrenzt im Nordwesten Venezuelas (Zulia am Rio Negro) vor.

Dazu findet man in der Literatur das Taxon A. r. phelpsi (Paynter, Jr., 1970), welches laut SACC A. l. nigrifrons entspricht und A. r. simplex (Berlepsch, 1888) welche A. l. spodionotus entspricht.
Die gesamte Gattung muss jedoch einer umfassenden Revision unterzogen werden, in deren Folge sie eventuell in mehrere neue Einzelarten unterteilt wird.

### Etymologie
Der Artepitheton latinuchus kommt aus dem Lateinischen und setzt sich aus den Worten latus für breit, weit, groß und nucha für der Nacken zusammen. Der Name elaeoprorus setzt sich aus den griechischen Worten Elaenia für ölig grün, pro für vor, mit dem Rücken vor einem Gegenstand und russatus für rot zusammen. Der Name caucae bezieht sich auf das erstmalige Fundgebiet Cauca. Das Wort spodionotus ist eine Kombination aus dem griechischen Worten spodios für aschfarben und noton für der Rücken. Comptus kommt aus dem Lateinischen und bedeutet  verziert, geschmückt. Baroni wurde zu Ehren des deutschen Ingenieurs O. T. Baron (1847–1926) benannt, der die Unterart seinerzeit gesammelt hatte. Der Name chugurensis bezieht sich auf die Gegend um den Cerro Chugur in der Region Cajamarca. Nigrofrons setzt sich aus den lateinischen Worten niger für schwarz und frons für Vorderkopf, Scheitel zusammen. Die neuste Subspezies yariguierum ist nach dem Indianerstamm der Yariguies benannt, der in dieser Region vor der Eroberung durch die Spanier gelebt hat. „Serranía de los Yariguíes“ wurde 2005 durch die Regierung Kolumbiens zum Nationalpark erklärt und durch die kolumbianische Vogelschutzorganisation Fundación ProAves wird das Gebiet zu einem großen Waldreservat ausgebaut.